# Cimetière britannique de Míkra
Le cimetière britannique de Míkra (anglais : Mikra British Cemetery ; grec moderne : Βρετανικό Κοιμητήριο Μίκρας) est un cimetière militaire britannique datant de la Première Guerre mondiale, situé à Kalamariá, une banlieue de la ville de Thessalonique en Grèce. Après l'armistice, le cimetière est considérablement agrandi par l'ajout de tombes enterrées localement. Il est entretenu par la Commission des sépultures de guerre du Commonwealth.